# Jüdischer Friedhof Feldafing

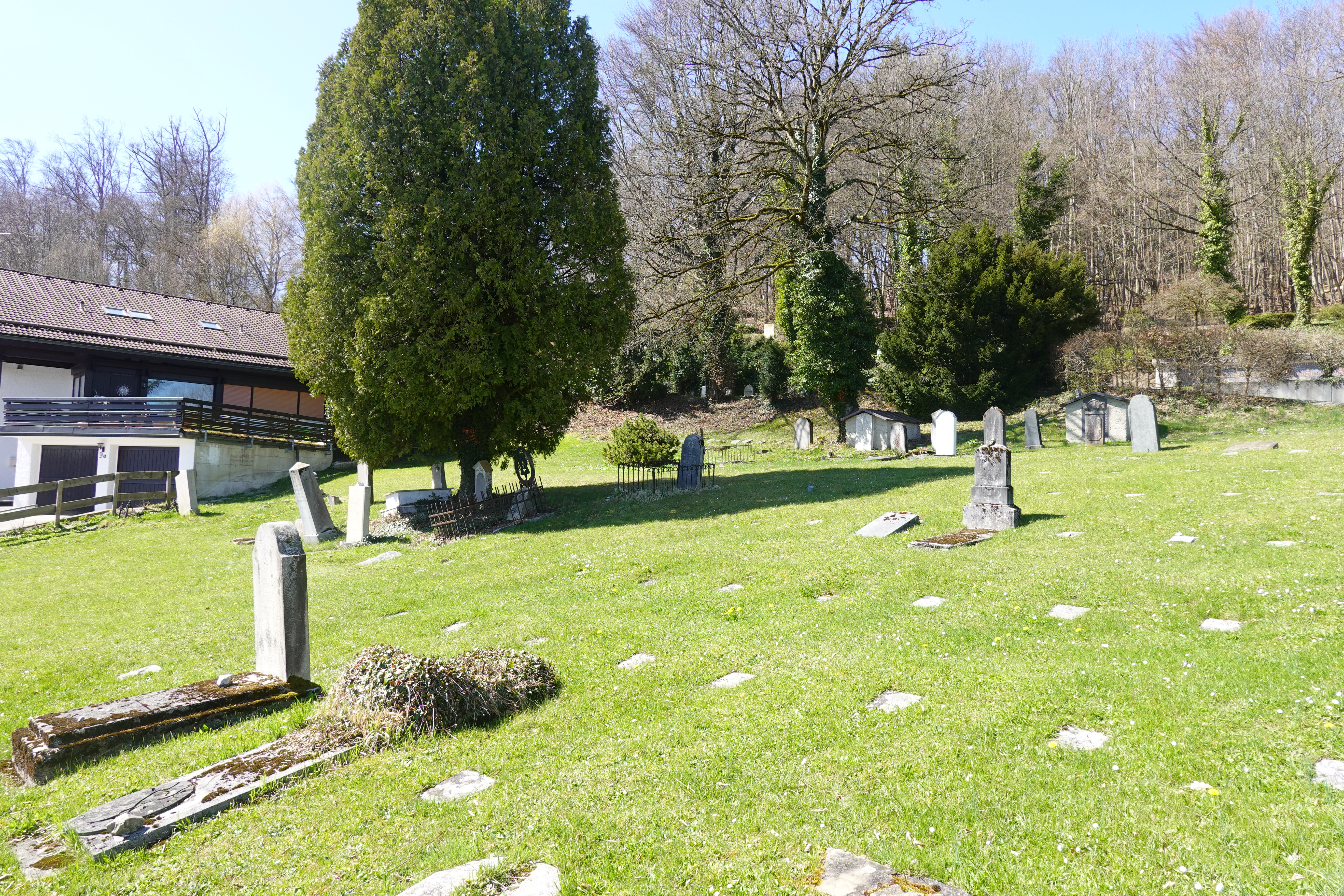
Jüdischer Friedhof Feldafing (2025)

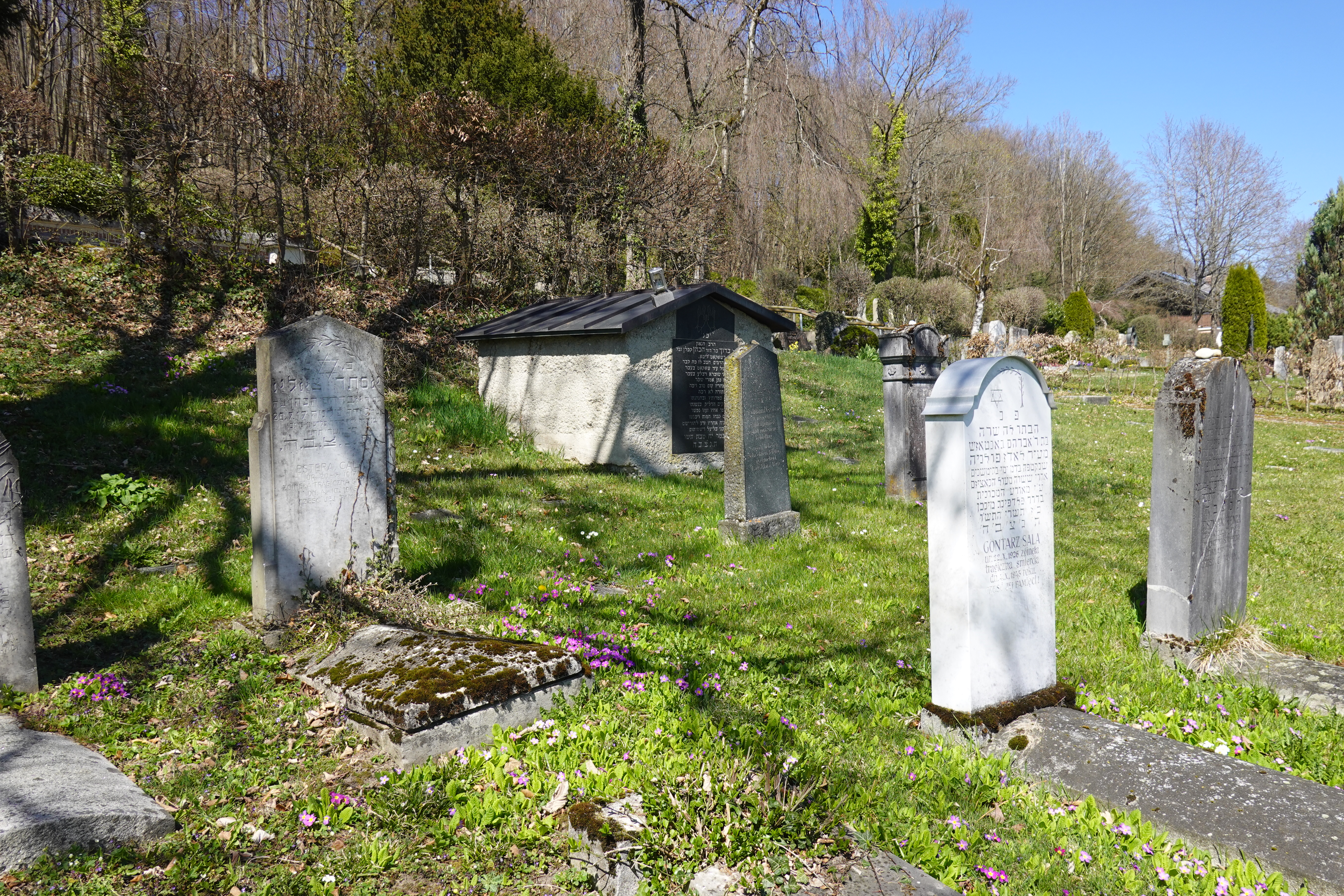
Jüdischer Friedhof Feldafing (2025)

Der Jüdische Friedhof Feldafing befindet sich in Feldafing, einer Gemeinde im oberbayerischen Landkreis Starnberg.
Der jüdische Friedhof Friedensweg 9a/13 ist eine terrassierte Anlage mit Gedenkhain und zahlreichen Grabmälern, mit Einfriedungen aus Stein und mit Hecken und einem schmiedeeisernen Tor. Zahlreiche ursprünglich stehende Grabsteinplatten liegen im Gras, einzelne Grabsteine sind nicht mehr am ursprünglichen Grabplatz. Viele Grabsteine sind stark verwittert und unleserlich geworden.
Nach den im Standesamt Feldafing vorhandenen Listen sind auf dem Friedhof 112 Gräber vorhanden. Nach neueren Forschungen der Historikerin Marita Krauss wurden hier mindestens 158 Menschen beigesetzt. Bei 130 Gräbern kann eine namentliche Zuordnung vorgenommen werden.

## Geschichte
Auf dem Gelände der ehemaligen Reichsschule der NSDAP existierte von Mai 1945 bis März 1953 das DP-Lager Feldafing, ein jüdisches Camp (DP-Camp Feldafing), in dem befreite KZ-Opfer lebten. Die bis zu 6.000 Personen im größten DP-Lager der amerikanischen Zone warteten auf Rückführung in ihr jeweiliges Heimatland bzw. die Aufnahme in einem anderen Land warteten. 
Die zwischen 1945 und 1953 meist auf Grund der Folgen der KZ-Haftbedingungen Verstorbenen wurden auf dem neben dem christlichen Friedhof angelegten jüdischen Friedhof beigesetzt. Besonders in der ersten Zeit des Lagers (Mai/Juni 1945) starben viele Personen, auch auf Grund einer damals ausgebrochenen Typhus-Epidemie. 
Am 1. Oktober 1950 wurde der Friedhof von Philipp Auerbach, dem Präsidenten des Landesentschädigungsamtes, als „KZ-Ehrenhain“ eingeweiht.